# Altstetten (Rennertshofen)
Altstetten ist ein Weiler und Ortsteil des Marktes Rennertshofen im Landkreis Neuburg-Schrobenhausen im Regierungsbezirk Oberbayern. Er gehört mit dem benachbarten Weiler Asbrunn zur Gemarkung des ebenfalls benachbarten Pfarrdorfes Ammerfeld.

## Lage
Altstetten liegt in der hügeligen Landschaft der Monheimer Alb nordöstlich von Ammerfeld und Emskeim und nordwestlich von Gammersfeld. In Ammerfeld biegt man von der Staatsstraße St 2214 auf die Kreisstraße ND 25 ab. Von dieser zweigt eine Ortsverbindungsstraße nach Altstetten ab, die weiter ins Spindeltal, einem Seitental des Wellheimer Urdonautals, führt.

## Ortsnamensdeutung
„Stetten“ bedeutet „Ort, Stelle, Stätte“, Altstetten ist demnach eine alte, frühere Ansiedelung, ohne dass es in diesem Fall ein „Neustetten“ gibt. Im 15./16. Jahrhundert ist in den Ortsnamen ein „en“ (also: Altenstetten) eingeschoben.

## Geschichte
Altstetten entstand wahrscheinlich vor dem 12. Jahrhundert, vielleicht als Wiederbesiedelung einer römischen Wüstung, da der Weiler an der Kreuzung zweier (römischer) Altstraßen liegt. Die erste urkundliche Erwähnung stammt von 1194, als der Eichstätter Dompropst Walbrun dem außerhalb der Stadtmauern Eichstätt im Osten liegenden Schottenkloster Hl. Kreuz einen Hof in „Altsteten“ übertrug. Anfang 14. Jahrhundert war eine Hube dem Kloster Kaisheim zinspflichtig. Danach vermehrte das Kloster seinen Besitz in Altstetten: 1424 verkaufte Johann zu Heydeck einen Hof und eine Sölde „samt der Vogteilichkeit“ an das Kloster Kaisheim; 1428 ist dieser Hof als „Hawnprechtzhof“ genannt, er wird 1428 vom Landgericht Hirschberg dem Kloster zugesprochen. Nachdem 1435 Abt Leonhard von Kaisheim gegen Konrad zu Heydeck geklagt hatte, verkaufte Johann von Heydeck 1444 einen weiteren Hof von Altstetten, auf dem der Hintersasse Chöntzlin saß, an das Kloster. Im Jahr 1573 bestand Altstetten aus neun „Mannschaften“, von denen acht kaisheimisch und eine pfalz-neuburgisch war.
Am Ende des Alten Reiches zählte der Weiler um eine Ortskapelle aus der Mitte des 18. Jahrhunderts 10 Anwesen: 2 Höfe, 2 Halbhöfe und 4 Sölden gehörten dem Reichsstift Kaisheim mit Abgabenpflicht an dessen Pflegamt Ammerfeld, 1 Sölde gehörte Pfalz-Neuburg mit Abgabenpflicht an dessen Kastenamt Konstein, und 1 Hirtenhaus war in Gemeindebesitz. Der Weiler unterstand hochgerichtlich dem pfalz-neuburgischen Landgericht Graisbach und niedergerichtlich dem Reichsstift Kaisheim.
Im neuen Königreich Bayern (1806) wurde Altstetten bei der Bildung der Steuerdistrikte (bis 1811) dem Steuerdistrikt Ammerfeld zugeschlagen. Mit dem zweiten Gemeindeedikt von 1818 wurde Altstetten, aus elf Anwesen bestehend, Teil der nunmehrigen Ruralgemeinde Ammerfeld, die zunächst dem Landgericht und Rentamt Graisbach-Monheim, dann dem schwäbischen Landkreis Donauwörth eingegliedert war. Im Zuge der Gebietsreform in Bayern kam Ammerfeld und damit auch Altstetten am 1. Juli 1972 zum Landkreis Nördlingen-Donauwörth (endgültiger Name ab 1. Mai 1973: Landkreis Donau-Ries). Am 1. Mai 1978 erfolgte der Wechsel in den oberbayerischen Landkreis Neuburg-Schrobenhausen und die Eingemeindung in den Markt Rennertshofen.

## Einwohnerzahlen
- 1867: 55 Einwohner, 9 Wohngebäude[14]
- 1961: 38 Einwohner, 9 Wohngebäude[15]
- 2009: 38 Einwohner, 9 Wohngebäude[16]
- 2012: 47 Einwohner[17]

## Kapelle St. Antonius und Pfarrei-Zugehörigkeit
Der kleine rechteckige barocke Saalbau mit eingezogenem halbrunden Chor wurde Mitte des 18. Jahrhunderts erbaut und birgt ein Barockaltärchen von 1750 mit jüngeren Figuren. 1790 hört man von der Kapelle, dass sie baufällig ist und wiederhergestellt werden soll. Kirche und Weiler gehörten zur Pfarrei Wellheim und zum Bistum Augsburg. Die
Verstorbenen aus Altstetten wurden bis 1925 in Wellheim beerdigt, der dafür benutze Weg heißt noch heute Totenweg. 1926 wechselte Altstetten zur Pfarrei Emskeim und damit in das Bistum Eichstätt. Sanierungen und Renovierungen der Kapelle erfolgten 1885, 1947, 1974 (Erneuerung Turm), 1975, 1994 und 2005.